# 寿城区

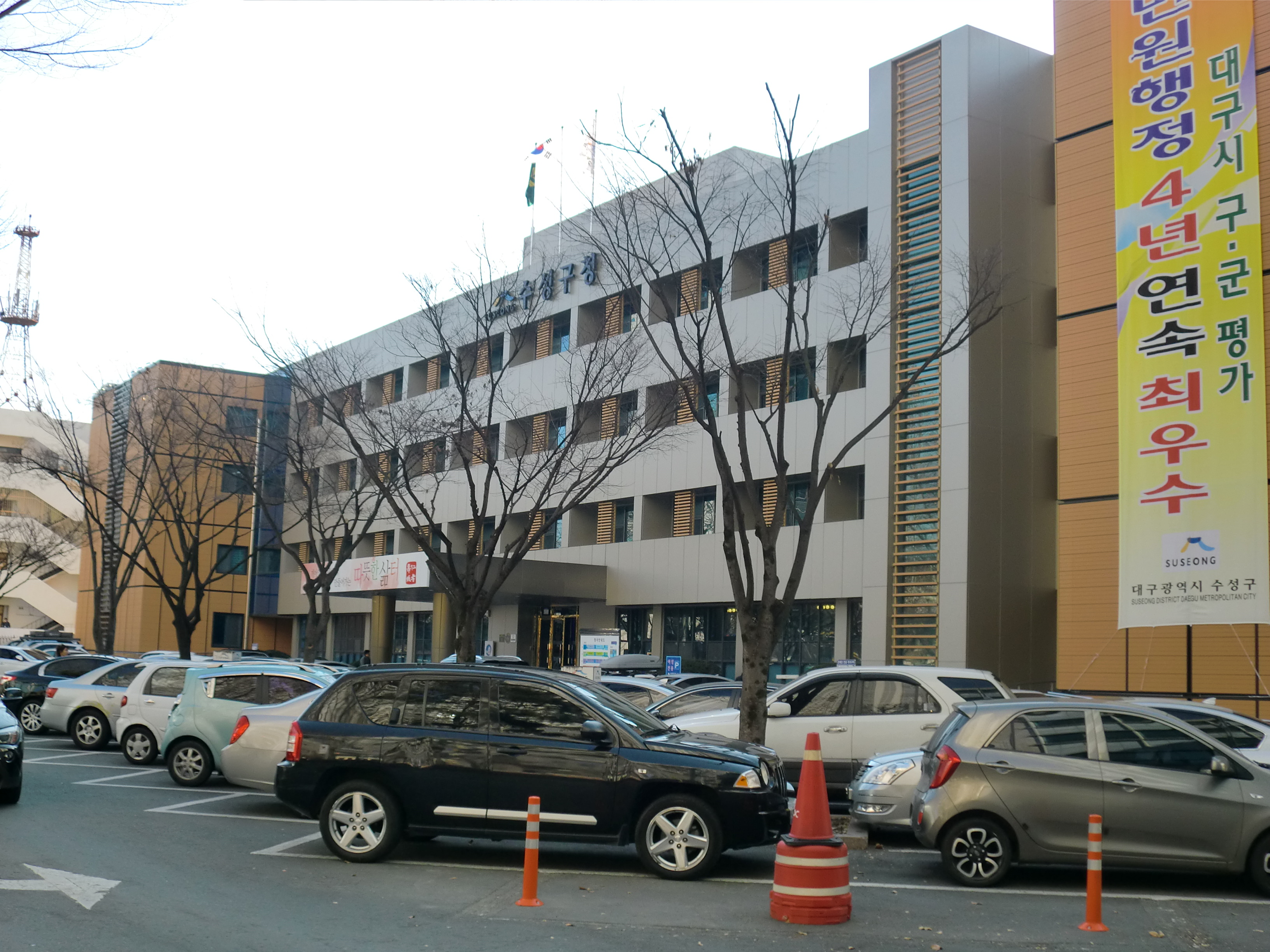
寿城区庁

寿城区（スソンく/수성구）は、大韓民国大邱広域市の区である。
東側で慶山市、西側で中区と南区、南側で達城郡、北側で東区と隣接している。

## 歴史
- 1980年4月1日 - 東区から泛魚洞・晩村洞・寿城洞・黄金洞・中洞・上洞・巴洞・斗山洞・池山洞・凡勿洞および新川洞の一部が分立し、寿城区新設。
- 1981年7月1日 - 慶尚北道慶山郡孤山面を編入。
- 1987年1月1日 - 佳川洞の一部が東区に編入。

## 行政

行政区域図

行政洞は23洞、法定洞は26洞からなる。
| 行政洞       | 法定洞                                                         |
| ------------ | -------------------------------------------------------------- |
| 泛魚1洞      | 泛魚洞                                                         |
| 泛魚2洞      | 泛魚洞                                                         |
| 泛魚3洞      | 泛魚洞                                                         |
| 泛魚4洞      | 泛魚洞                                                         |
| 晩村1洞      | 晩村洞                                                         |
| 晩村2洞      | 晩村洞                                                         |
| 晩村3洞      | 晩村洞                                                         |
| 寿城1街洞    | 寿城洞1街                                                      |
| 寿城2・3街洞 | 寿城洞2街、寿城洞3街                                           |
| 寿城4街洞    | 寿城洞4街                                                      |
| 黄金1洞      | 黄金洞                                                         |
| 黄金2洞      | 黄金洞                                                         |
| 中洞         | 中洞                                                           |
| 上洞         | 上洞                                                           |
| 巴洞         | 巴洞                                                           |
| 斗山洞       | 斗山洞                                                         |
| 池山1洞      | 池山洞                                                         |
| 池山2洞      | 池山洞                                                         |
| 凡勿1洞      | 凡勿洞                                                         |
| 凡勿2洞      | 凡勿洞                                                         |
| 孤山1洞      | 新梅洞、旭水洞                                                 |
| 孤山2洞      | 時至洞、芦辺洞、三徳洞、蓮湖洞、梨川洞、顧母洞、佳川洞、大興洞 |
| 孤山3洞      | 梅湖洞、城洞、沙月洞、新梅洞                                   |

### 警察
- 大邱寿城警察署

### 消防
- 大邱寿城消防署

## 施設
- 大邱スタジアム
- 大邱サムスン・ライオンズ・パーク
- 大邱地方法院
- 大邱高等法院
- 大邱地方検察庁
- 国立大邱博物館
- 子供会館
- TBC
- KBS大邱放送総局
- 大邱文化放送

## 交通

### 鉄道
- 韓国鉄道公社
  - 京釜線
    - 顧母駅 - 佳川駅

  - 大邱線
    - 佳川駅
- 大邱交通公社
  - 大邱都市鉄道2号線
    - 大邱銀行駅 - 泛魚駅 - 寿城区庁駅 - 晩村駅 - タムティ駅 - 蓮湖駅 - 寿城アルファシティ駅 - 孤山駅 - 新梅駅 - 沙月駅

  - 大邱都市鉄道3号線
    - 寿城市場駅 - 寿城区民運動場駅 - オリニセサン駅 - 黄金駅 - 寿城池駅 - 池山駅 - 凡勿駅 - 龍池駅

## 観光地
- 寿城池